# Psammogorgia ridleyi
Psammogorgia ridleyi is een zachte koraalsoort uit de familie Plexauridae. De koraalsoort komt uit het geslacht Psammogorgia. Psammogorgia ridleyi werd in 1909 voor het eerst wetenschappelijk beschreven door Thomson & Simpson. 